# Heathcote (Nueva Jersey)
Heathcote es un lugar designado por el censo ubicado en el condado de Middlesex en el estado estadounidense de Nueva Jersey. En el año 2010 tenía una población de 5.821 habitantes y una densidad poblacional de 856,03 personas por km².

## Geografía
Heathcote se encuentra ubicado en las coordenadas 40°23′19″N 74°34′33″O / 40.38861, -74.57583.

## Demografía
Según la Oficina del Censo en 2000 los ingresos medios por hogar en la localidad eran de $80,303 y los ingresos medios por familia eran $92,020. Los hombres tenían unos ingresos medios de $71,014 frente a los $43,649 para las mujeres. La renta per cápita para la localidad era de $40,641. Alrededor del 2.4% de la población estaba por debajo del umbral de pobreza.